# Исмухамбетов, Жумабай Дильмагамбетович
Жумабай Дильмагамбетович Исмухамбетов (каз. Жұмабай Ділмағамбетұлы Исмұхамбетов; 7 декабря 1937, с. Будамша, Оренбургская область, РСФСР, СССР, - 12 августа 2024, г.Алматы  ) — советский и казахстанский учёный, доктор сельскохозяйственных наук (1990), профессор (1996), академик Национальной академии наук Казахстана (НАН РК) (2003).

## Биография
В 1960 году с отличием окончил отделение защиты растений агрономического факультета Казахского сельскохозяйственного института. С 1960 года научный сотрудник, учёный секретарь, заведующий отделом Казахского НИИ защиты растений. В 1966 году защитил кандидатскую диссертацию на тему «Насекомые-вредители тяньшанской ели и меры борьбы с ними». В 1969—1976 и с 1992 года — заместитель директора этого института; в 1991—1998 годах — профессор кафедры этимологии, защиты растений Казахского аграрного университета. В 1989 году защитил докторскую диссертацию на тему «Биологическое обоснование системы мероприятий по защите сахарной свёклы от вредителей на орошаемых землях Казахстана», став первым доктором наук — энтомологом-казахом.

## Научная деятельность
Исследовал насекомых-вредителей растений (сосна, ель, пшеница, сахарная свёкла, табак, хлопок и др.) и разработал систему защиты сельскохозяйственных культур от вредителей.
Автор более 150 научных трудов, в том числе 4 монографий, двух обзоров, авторского свидетельства, патента и 16 рекомендаций. Один из авторов «Справочника по защите растений» и «Русско-казахского словаря по защите растений». Научный руководитель 4 кандидатов наук.
Сочинения:
- Насекомые — вредители тяньшанской ели и меры борьбы с ними. — А., 1976;
- Свекловичный стеблеед.// Защита растений. — 1988. — № 4;
- Вредители сахарной свёклы в Казахстане и защита посевов от них. — А., 1993.